# NGC 6873
NGC 6873 — группа звёзд в созвездии Стрела.
Этот объект входит в число перечисленных в оригинальной редакции «Нового общего каталога».